# Råby, Norrtälje kommun
Råby är en bebyggelse norr om Rimbo i Fasterna socken i Norrtälje kommun. Från 2015 avgränsar SCB här en småort.